# Skiatook, Oklahoma
Skiatook, Oklahoma (енгл. Skiatook) град је у америчкој савезној држави Оклахома.

## Демографија
По попису из 2010. године број становника је 7.397, што је 2.001 (37,1%) становника више него 2000. године.
| Група             | 2000.         | 2010.         |
| Белци             | 3.799 (70,4%) | 5.310 (71,8%) |
| Афроамериканци    | 27 (0,5%)     | 45 (0,6%)     |
| Азијати           | 9 (0,2%)      | 25 (0,3%)     |
| Хиспаноамериканци | 95 (1,8%)     | 214 (2,9%)    |
| Укупно            | 5.396         | 7.397         |